# Syllepte
Syllepte är ett släkte av fjärilar. Syllepte ingår i familjen Crambidae.

## Bildgalleri

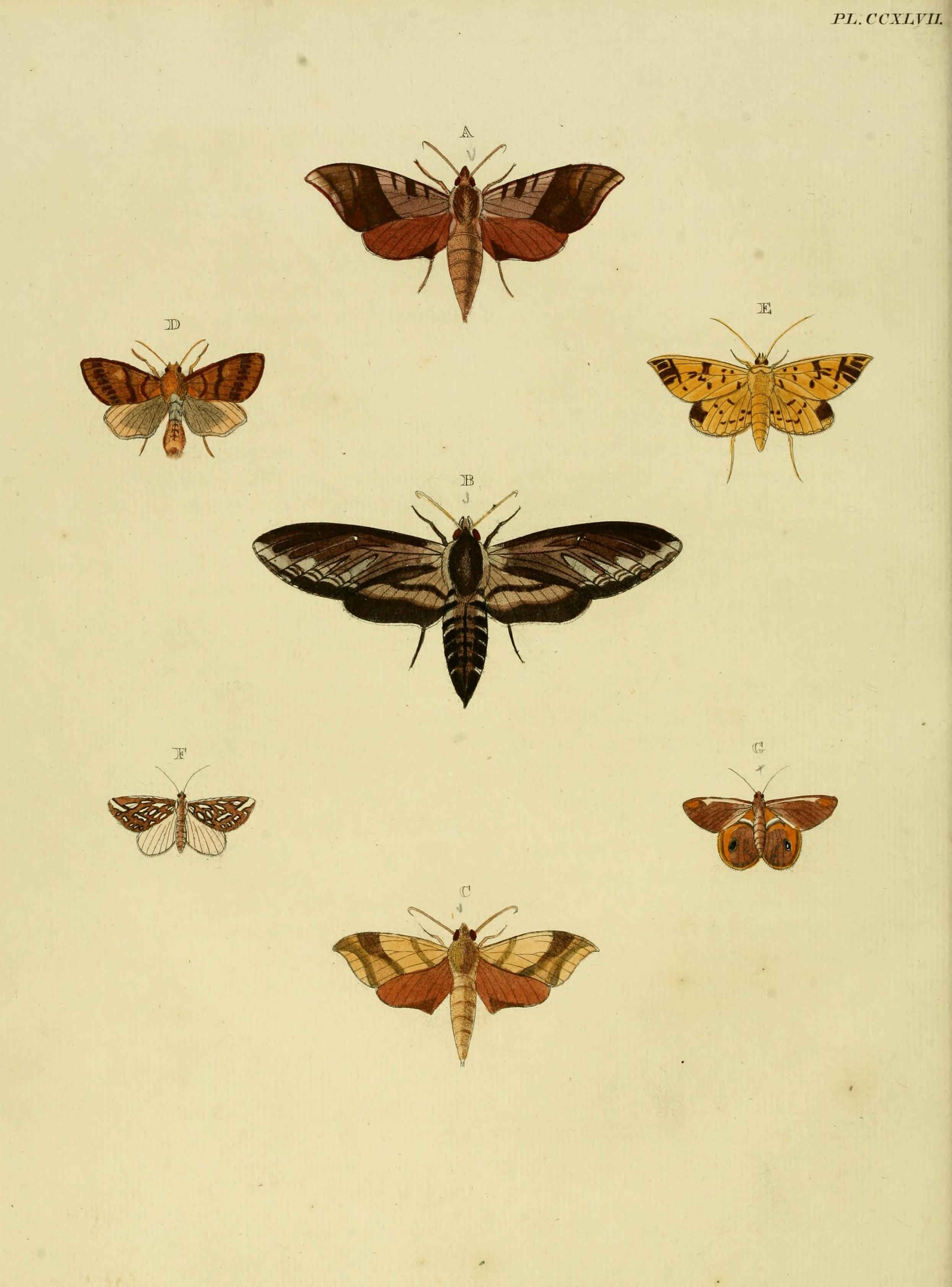
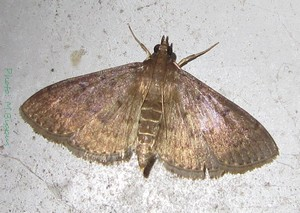

## Dottertaxa tillSyllepte, i alfabetisk ordning[1]
- Syllepte abyssalis
- Syllepte achromalis
- Syllepte acoetesalis
- Syllepte acridentalis
- Syllepte acutangula
- Syllepte adductalis
- Syllepte aenealis
- Syllepte aenigmatica
- Syllepte ageneta
- Syllepte agilis
- Syllepte agraphalis
- Syllepte alba
- Syllepte albicostalis
- Syllepte albifurcalis
- Syllepte albirivalis
- Syllepte albitorquata
- Syllepte albopunctum
- Syllepte amando
- Syllepte amelialis
- Syllepte amissalis
- Syllepte amoyalis
- Syllepte amplalis
- Syllepte anchuralis
- Syllepte angulifera
- Syllepte angustalis
- Syllepte angustimaculalis
- Syllepte annuligeralis
- Syllepte argillitis
- Syllepte argillosa
- Syllepte asadias
- Syllepte atrisquamalis
- Syllepte attenualis
- Syllepte azadesalis
- Syllepte banosalis
- Syllepte basipunctalis
- Syllepte batrachina
- Syllepte belialis
- Syllepte berambalis
- Syllepte biocellata
- Syllepte bipartalis
- Syllepte bipunctalis
- Syllepte birdalis
- Syllepte bitjecola
- Syllepte boliviensis
- Syllepte brunnescens
- Syllepte butleri
- Syllepte butyrina
- Syllepte candacalis
- Syllepte cantonialis
- Syllepte capnosalis
- Syllepte carbatinalis
- Syllepte cathanalis
- Syllepte ceresalis
- Syllepte chalybifascia
- Syllepte christophalis
- Syllepte cinnamomalis
- Syllepte cissalis
- Syllepte citrinalis
- Syllepte clementsi
- Syllepte coelivitta
- Syllepte cohaesalis
- Syllepte colomboensis
- Syllepte cometa
- Syllepte commotes
- Syllepte concatenalis
- Syllepte consimilalis
- Syllepte contigualis
- Syllepte costalis
- Syllepte crenilinealis
- Syllepte crocealis
- Syllepte crocophanes
- Syllepte crotonalis
- Syllepte cupralis
- Syllepte curiusalis
- Syllepte cyanea
- Syllepte cybelealis
- Syllepte cyclotypa
- Syllepte denticulata
- Syllepte denticulinea
- Syllepte dentilinea
- Syllepte derogata
- Syllepte desmialis
- Syllepte diacymalis
- Syllepte dialis
- Syllepte dianalis
- Syllepte dilutalis
- Syllepte dinawa
- Syllepte dioptalis
- Syllepte dioptoides
- Syllepte disciselenalis
- Syllepte disjunctalis
- Syllepte disparalis
- Syllepte disticta
- Syllepte distinguenda
- Syllepte dohrnialis
- Syllepte duplicatrix
- Syllepte elegans
- Syllepte elphegalis
- Syllepte emmetris
- Syllepte erebarcha
- Syllepte escuintalis
- Syllepte euagra
- Syllepte expansalis
- Syllepte fabiusalis
- Syllepte faecalis
- Syllepte falsalis
- Syllepte favillacealis
- Syllepte flavipennis
- Syllepte flavomaculata
- Syllepte fraterna
- Syllepte fulviceps
- Syllepte fuscalis
- Syllepte fuscoinvalidalis
- Syllepte fuscomarginalis
- Syllepte gastralis
- Syllepte glaucalis
- Syllepte glaucopidalis
- Syllepte glebalis
- Syllepte gorgonalis
- Syllepte grisealis
- Syllepte gryllusalis
- Syllepte halurga
- Syllepte haryolalis
- Syllepte hecalialis
- Syllepte heliochroa
- Syllepte hemipolialis
- Syllepte hirsuta
- Syllepte hoenei
- Syllepte holochralis
- Syllepte holophaealis
- Syllepte homomorpha
- Syllepte hyalescens
- Syllepte hypoxantha
- Syllepte idmonalis
- Syllepte illustralis
- Syllepte imbroglialis
- Syllepte imbutalis
- Syllepte impuralis
- Syllepte incomptalis
- Syllepte incrassata
- Syllepte intermedialis
- Syllepte invalidalis
- Syllepte iophanes
- Syllepte iridescens
- Syllepte isozona
- Syllepte kenrickalis
- Syllepte kerenkonis
- Syllepte lactiguttalis
- Syllepte lagoalis
- Syllepte lanatalis
- Syllepte laticalis
- Syllepte leonalis
- Syllepte leucinalis
- Syllepte leucodontia
- Syllepte leucographalis
- Syllepte limata
- Syllepte lineolata
- Syllepte lucidalis
- Syllepte lulalis
- Syllepte luminalis
- Syllepte lunalis
- Syllepte lygropialis
- Syllepte macallalis
- Syllepte macarealis
- Syllepte machinalis
- Syllepte maculilinealis
- Syllepte mahafalalis
- Syllepte makanalis
- Syllepte malgassanalis
- Syllepte mandarinalis
- Syllepte megastigmalis
- Syllepte melanomma
- Syllepte melanopalis
- Syllepte mesoleucalis
- Syllepte methyalinalis
- Syllepte microdontalis
- Syllepte microsema
- Syllepte microspilalis
- Syllepte microstictalis
- Syllepte mildredalis
- Syllepte mimalis
- Syllepte molestalis
- Syllepte molliculalis
- Syllepte mollingeri
- Syllepte molybdopasta
- Syllepte monoleuca
- Syllepte multilinealis
- Syllepte mundalis
- Syllepte mysisalis
- Syllepte mysticalis
- Syllepte nasonalis
- Syllepte nebulalis
- Syllepte nemoralis
- Syllepte neurogramma
- Syllepte nigralis
- Syllepte nigricostalis
- Syllepte nigriflava
- Syllepte nigripunctalis
- Syllepte nigriscriptalis
- Syllepte nigrodentalis
- Syllepte ningpoalis
- Syllepte nitealis
- Syllepte nitidalis
- Syllepte nyanzana
- Syllepte obliqualis
- Syllepte obscuralis
- Syllepte occlusalis
- Syllepte ochrifusalis
- Syllepte ochritinctalis
- Syllepte ochrotichroa
- Syllepte ochrotozona
- Syllepte ogoalis
- Syllepte onophasalis
- Syllepte orbiferalis
- Syllepte orientalis
- Syllepte orsonalis
- Syllepte orthogramma
- Syllepte otysalis
- Syllepte ovialis
- Syllepte pactolalis
- Syllepte paleacalis
- Syllepte pallidinotalis
- Syllepte palmalis
- Syllepte parvipuncta
- Syllepte paucilinealis
- Syllepte paucinotalis
- Syllepte paucistrialis
- Syllepte pauperalis
- Syllepte pellucida
- Syllepte penthodes
- Syllepte percnospila
- Syllepte pernitescens
- Syllepte perpendiculalis
- Syllepte petroalis
- Syllepte phaeophlebalis
- Syllepte phaeopleura
- Syllepte philetalis
- Syllepte picalis
- Syllepte pilocrocualis
- Syllepte placophaea
- Syllepte planeflava
- Syllepte plumifera
- Syllepte pogonodes
- Syllepte polycymalis
- Syllepte polydonta
- Syllepte proctizonalis
- Syllepte prorogata
- Syllepte prumnides
- Syllepte pseudauxo
- Syllepte pseudoderogata
- Syllepte pseudovialis
- Syllepte purpuralis
- Syllepte purpurascens
- Syllepte quirinalis
- Syllepte radialis
- Syllepte retractalis
- Syllepte rhyparialis
- Syllepte ridopalis
- Syllepte rogationis
- Syllepte rubrifucalis
- Syllepte ruricolalis
- Syllepte sabinusalis
- Syllepte salomealis
- Syllepte sarronalis
- Syllepte scopulalis
- Syllepte secreta
- Syllepte secta
- Syllepte segnalis
- Syllepte sellalis
- Syllepte semilugens
- Syllepte seminigralis
- Syllepte semivialis
- Syllepte silacealis
- Syllepte simealis
- Syllepte simmialis
- Syllepte solilucis
- Syllepte spretalis
- Syllepte stigmatalis
- Syllepte straminalis
- Syllepte straminea
- Syllepte strigicincta
- Syllepte striginervalis
- Syllepte strioliger
- Syllepte stumpffalis
- Syllepte subalbidalis
- Syllepte subcyaneoalba
- Syllepte subjunctalis
- Syllepte sublituralis
- Syllepte sulphureotincta
- Syllepte symphonodes
- Syllepte syngonias
- Syllepte taihokualis
- Syllepte taiwanalis
- Syllepte tamsi
- Syllepte tenebrosalis
- Syllepte tetrathyralis
- Syllepte textalis
- Syllepte thisoalis
- Syllepte thyasalis
- Syllepte tibialis
- Syllepte titubalis
- Syllepte torsipex
- Syllepte trachelota
- Syllepte trifidalis
- Syllepte trizonalis
- Syllepte undulalis
- Syllepte vanbraekeli
- Syllepte variospilalis
- Syllepte venezuelensis
- Syllepte venustalis
- Syllepte verecunda
- Syllepte verecundalis
- Syllepte violacealis
- Syllepte viridivertex
- Syllepte xanthothorax
- Syllepte xylocraspis
- Syllepte zarialis
- Syllepte zophosticta
- Syllepte zygialis